# ファウスト (文芸誌)
『ファウスト』は、講談社が不定期に刊行している文芸雑誌。2003年9月創刊。キャッチコピーは「闘うイラストーリー・ノベルスマガジン」。
2011年9月末に最新号となるVol.8が刊行され、Vol.9での"解散"を宣言している。
途中で『パンドラ』が枝分かれした他、別冊『コミックファウスト』が刊行された。また、台湾・韓国・アメリカでもそれぞれ現地語版の『ファウスト』が刊行されている。

## 概要
2002年の第一回文学フリマで刊行された同人誌『タンデムローターの方法論』を原型に、講談社の創業100周年（2009年）を記念する新雑誌企画開発プロジェクトの一環として創刊された。編集長は企画提案者の太田克史（創刊当時は講談社文芸図書第三出版部に在籍）が務め、初期は1人で編集を行っていた。判型は新書サイズで、刊を重ねるにつれてページ数が増したり、分冊刊行された。
内容は書き下ろしの短編小説を中心に批評・漫画・カラーイラストーリー・エッセイ・インタビュー記事などで構成される。小説の執筆者は『タンデムローターの方法論』同人メンバーで、メフィスト賞受賞者でもある舞城王太郎、佐藤友哉、西尾維新が中心となり、のちに乙一、滝本竜彦、北山猛邦、浦賀和宏、上遠野浩平、渡辺浩弐、ビジュアルノベルのシナリオライターとして評価を受けていた奈須きのこ、竜騎士07らも参加した。
立場上は太田が在籍していたミステリ系文芸誌『メフィスト』から枝分かれする形だったが、ビジュアル的な要素を重視する編集コンセプトもあり、広義のライトノベル雑誌とされている。しかし、執筆者が以上のような出自であるため、掲載作品は同時代のライトノベルとは異なるものが多く、掲載作品の一部は「ファウスト系」と呼ばれるようになった。また、小説のジャンルとして「新伝綺」を提唱していた。
当時のインターネットミームである「セカイ系」の代表的な雑誌と評され、誌上の批評・評論でも積極的に扱っていたが、編集方針自体は一線を画していた。
編集長の太田は、ライトノベルの世界から直接的に『ファウスト』の成立に影響を与えた原点となる作家に、上遠野浩平を挙げている。
創刊当時から東浩紀、笠井潔、斉藤環らを起用し、作家を批評・評論面からもサポートしていた。創刊号には兄弟誌の立ち位置であった『新現実』（角川書店）を主宰していた大塚英志の評論も掲載される予定だったが、舞城王太郎が批評家から絶賛されている状況を批判した内容だったことが問題視され、不掲載となった（後に『早稲田文学』2004年1月号に「世界がもし、舞城王太郎な村だったら。」として掲載）。
小説ごとにオリジナルのフォントを用意し、また表紙が折り畳み式になっているなど、雑誌全体のデザインに工夫が凝らされている一方で、目次にページ数が明示されていなかった。
出版ビジネスの観点からは、再販制度・委託制度下で維持されている出版物流通のボトルネックを利用し、文芸雑誌に講談社が得意とする大量消費向けの週刊誌・漫画雑誌の手法を持ち込んだ点に特徴があった。流通上の分類としてはムックであり、形態別コードムック誌の雑誌コード「雑誌 63899-48」とISBNの両方が付番されていた。
Vol.7刊行後、太田は星海社を設立したが、誌名が『メフィスト』からの派生で、講談社が『メフィスト』を商標登録していることもあり、Vol.8は雑誌コードの表示がなく、単独の書籍扱いとなった。また、Vol.9は講談社を離れ、星海社からの出版になることが編集後記で語られていた。

## 編集方針
創刊時の『ファウスト』を語るキーワードとして、編集長の太田克史は「ひとり編集」「イラストーリー」「本物のDTP」という3つの言葉を挙げている。

### ひとり編集
太田は社内公募の際、「ひとり編集部」という提案をした。1人だけで編集をおこなうことで作品や編集方針へのこだわりを十二分に誌面へ反映することが目的であった。これまでにない編集体制であったため、講談社内でもさまざまな意見が飛び交ったが、太田の強い熱意によりこの編集体制での刊行となった。ページ数が膨大に増えた後期は講談社BOXの編集部員や外注編集者の手を借りていたが、初期の数冊は「ひとり編集部」で作られていた。

### イラストーリー
キャッチコピーで標榜されている通り、小説には必ずイラストがつく。また巻末には漫画を掲載し、この雑誌独自の「カラーイラストーリー」を巻頭に配すなど、ビジュアル的な要素も重視していた。
2000年代のライトノベルは、電撃文庫が緒方剛志、黒星紅白、原田たけひとなど、アニメ業界やゲーム業界で活躍する若手イラストレーターの登用で躍進し、MF文庫Jがより大衆化された美少女路線で追随していたが、『ファウスト』はそれらに比べて対象年齢が高く、太田が1990年代の「対戦型格闘ゲーム」ブーム経験者だったこともあって、当時のゲーム業界で活躍していた中堅イラストレーターや講談社の青年漫画誌で執筆していた漫画家が多く起用され、絵柄もリアル路線や現代美術系に寄っていた。
小説では美少女ゲームのシナリオライターが多く起用されていたが、イラストレーターは奈須きのこの共作者でもある武内崇とこやまひろかずを除くと、Vol.7の筒井康隆「ビアンカ・オーバースタディ」でいとうのいぢが起用されるまで、いわゆる美少女ゲーム系の美少女キャラクターを描くイラストレーターの起用は皆無だった。また、いとうのいぢの起用自体、同時代的な「ライトノベル」のパロディであることを意図した起用であり、本来の編集方針からすると例外的ケースだった。

### 本物のDTP
編集長の太田は従来のDTP（デスクトップパブリッシング、卓上出版）について「安かろう悪かろう」という印象を抱いていた。しかし、京極夏彦の「InDesignで小説を執筆し、PDFで入稿する」という宣言、圧倒的なボリュームがある小説を、自らが版面をコントロールすることで一気に読ませてしまう「京極マジック」を体験した結果、編集者も追いつかなければならないと思い、DTPの勉強を始めた。そして、『ファウスト』ではDTPへの挑戦をより顕著に行うこととなった。『ファウスト』では、すべての組版にAdobe InDesignが使われている。
それまでの雑誌は決められたフォーマットにテキストを流し込むスタイルだったが、『ファウスト』では各作品ごとにフォントを変えるなどして、「新しい雑誌とは何か？」を模索している。フォントについても、太田が「一番フォントについて知っている人は誰かと探したら紺野さんだった」と語る凸版印刷の紺野慎一に“フォントディレクター”を依頼し、各作品ごとにフォントの提案を受けている。『ファウスト』以降、講談社内の多くの雑誌・書籍の製作環境は順次DTPへ移行していくことになる。

## 刊行状況
創刊以前
直接の母体となったのは、講談社文芸図書第三出版部が発行していた小説誌『メフィスト』だが、売上不振から当時の3冊ルールに抵触し、講談社ノベルスから新刊を出すことができなくなっていた佐藤友哉に小説を発表する場を与える名目で、2002年7月に大塚英志と東浩紀の2人が編集する文芸誌・批評誌として創刊された『新現実』（角川書店）と、2002年11月の第一回文学フリマで販売された同人誌『タンデムローターの方法論』が、本誌の原型となっている。
特に後者は、佐藤友哉と西尾維新が小説を書き、舞城王太郎が挿絵を付けた太田克史編集のコピー誌で、これに周辺の若い世代の書き手が加わっていくことにより、初期『ファウスト』のコンセプトが固まっていく。
創刊からコミックファウストまで
2003年9月5日にVol.1が発売され、9月20日には創刊を記念して、紀伊國屋サザンシアター（新宿）で「激変する文芸 ファウストフェスティバル2003」が行われた。
Vol.1・2は、講談社の文芸誌『メフィスト』と同じように『小説現代』増刊として刊行されたが、発行部数が少なかったためオークションなどで高騰した。Vol.3以降は「講談社MOOK」として刊行され、Vol.1・2も後にムック化され復刊した。
Vol.3以降は『特集』という形で1人の作家にスポットを当てたり、文芸やノベルゲーム周辺のブームを取り上げたりしている。入れ替わりに企画が重複していた『新現実』はVol.3で刊行を終え、文芸色を排し、大塚英志の個人誌に戻した『Comic新現実』へ移行した。
Vol.3で年3回の定期刊行化が決定したと発表し、2004年はVol.2 - 4までの3冊、2005年はVol.5、6A、6Bと3冊が発行された。2006年には本誌2冊、別冊2冊の発行が予告されていたが、実際には6月に別冊である『コミックファウスト』1冊が発行されただけで、その後、2008年の夏まで2年間発行が途絶えた。
国内での2年間の休止と海外でのファウスト刊行
日本で『ファウスト』本誌の刊行が途絶えていた間、2006年2月に台湾尖端出版より、同年4月に韓国鶴山文化社より、それぞれ現地語版の『ファウスト』が出版され、日本のものを追いかける形で巻を重ねた。ただし、台湾版は2007年8月のVol.4 SIDE-A発売以来、刊行が途絶えている。韓国版はVol.6 SIDE-B（2009年8月）まで刊行されている。
2006年、太田が海外文芸出版部に異動し、11月には新レーベル『講談社BOX』を立ち上げた。それまで『ファウスト』掲載作品は講談社ノベルスから単行本化されていたが、以降は講談社BOXからの刊行が主となり、作品によってはハードカバーとなることもあった。
2008年10月には太田発案のキャッチコピー「思春期の自意識を生きるシンフォニー・マガジン」を掲げた兄弟誌『パンドラ』が創刊され、2009年8月のVol.4まで刊行された。
ファウスト再始動
2008年8月、約2年半ぶりに本誌 (Vol.7) が発売された。Vol.7では日本を代表するSF作家である筒井康隆がライトノベル「ビアンカ・オーバースタディ」三話を執筆し、話題となった。また、前年に刊行が決定していたアメリカ版「FAUST 1」が同月19日、アメリカの出版グループランダムハウスのレーベルDel Reyより発売された。
『ファウスト』は海外展開を始めた頃から積極的に海外のクリエイターに声を掛けるようになった。Vol.6A,6Bでは台湾の雑誌『月刊挑戦者』で活躍していたVOFANのイラストを巻頭に置き、『コミックファウスト』では日本・台湾・香港・韓国のイラストレーターの作品を巻頭に配した。
Vol.7では、中国の80後（バーリンホウ）作家を代表する人物である郭敬明の作品が翻訳掲載されており、郭敬明が編集長を務める文芸誌『最小説』と協力し、互いに作家を紹介し合う計画が編集長の口から述べられている。
その後、『最小説』2009年2月下旬号掲載の企画「百人恋愛世紀（下）」（バレンタインデーに関する短いコメントを各界の著名人や一般人が寄せている）に太田克史、渡辺浩弐、翻訳家の泉京鹿が参加した。西尾維新は、2月上旬号掲載の予告では同企画に参加するとされていたが、実際には登場しなかった。
"解散"へ
2008年12月、太田は講談社BOX編集長（部長）から異動し、講談社文芸局付き担当部長となり、2010年には星海社副社長へ就任する。これらの人事の影響で再び刊行が止まっていたが、2011年9月末に講談社からVol.8が発売された。同時に太田は次号Vol.9で“解散”とツイートし、表紙でも宣言したが、以降、刊行への動きはない。
Vol.8は『タンデムローターの方法論』からのレギュラー執筆者で皆勤賞だった西尾維新が寄稿していない唯一の号だが、舞城王太郎や清涼院流水も執筆陣から外れており、代わりに2000年代のムーブメントを懐古・総括する記事が多く入るなど、初期『ファウスト』の雰囲気とは大きく異なっていた。
実質的には、2010年9月に開設された星海社のwebサイト「最前線」が『ファウスト』の後継媒体となっているが、西尾維新を含む数人の作家は講談社BOXに残る形となり、星海社では執筆していないため、創刊からの人的な流れは二分されている。

## 執筆陣リスト
登場順。コ＝コミックファウスト。

### 小説
メフィスト賞受賞者
- 舞城王太郎 (1,3,4,6B)、佐藤友哉 (1,2,3,4,5,6A,7,8)、西尾維新（1,2,3,4,5,6A,6B,コ,7）、清涼院流水（実用小説 2,3,4,5）、北山猛邦 (4,6B,7)、浦賀和宏 (4,5,6B)

ビジュアルノベルライター
- 奈須きのこ (3,6A,6B)、原田宇陀児 (3)、元長柾木 (3)、竜騎士07 (6A,6B)、錦メガネ (6A,6B,7)

その他
- 小林紀晴（寫説 1,6A）、飯野賢治 (1)、乙一 (2,4,6A,8)、滝本竜彦 (2,3,4,8)、渡辺浩弐（ショートショート 2,3,4,5,6A,6B,コ,7,8）、上遠野浩平（5,6A,コ,7）、筒井康隆 (7,8)、小柳粒男 (7,8)、泉和良 (8)

海外作家
- トム・ジョーンズ (2)、郭敬明 (7)

### 小説以外（批評、コラム）
- 東浩紀（1,2,3,4,6A）、上遠野浩平（1,2,3,4,5,6B,7,8）、森川嘉一郎（1,2,3,4,6,7）、更科修一郎（2,3,4,コ）、枕木憂士（4,5,6B,コ）、巽昌章(4)、佐藤俊樹 (5)、福嶋亮大 (6A,6B,7)、宣政佑 (6B)

### カラーイラストーリー
- ジョージ朝倉（2,コ）、やまさきもへじ (2,3,4,5,6B,7)、舞城王太郎 (3)、笹井一個 (3)、竹 (3)、405 (4,5)、toi8 [10](4)、籬讒贓 (4)、西島大介 (4)、TAGRO (5)、x6suke (5)、VOFAN（6A,6B,コ,7）、片山若子 (6A)、ヨシツギ (6A,7)、門小雷（コ）、パク・ソンウ（コ）、年年 (7)

### コミック
- TAGRO（1,2,3,コ）、竹 (1,2,3)、箸井地図 (4,5,6A)、舞城王太郎（5,コ）、toi8[10]（5,6B,コ）、ウエダハジメ（6A,6B,コ,7）、西島大介（コ）、高河ゆん（コ）、ともひ（コ）、フレッド・ギャラガー (7)、シオミヤイルカ (7)

### イラスト
以下はカラーイラストーリー、コミックで名前が出ていない者と、コラムなどのイラストレーション担当者を挙げる。
- 鬼頭莫宏、西村キヌ、すぎむらしんいち、小畑健、D.K、こやまひろかず、副島成記、CLAMP、横山光輝、いとうのいぢ、長月みそか、安倍吉俊、武内崇、オオシマヒロユキ

## 文芸合宿
2004年発売のVol.4にて5人の小説家が沖縄にて10月1日から3日の3泊4日の100時間に及ぶ文芸合宿を開催した。メンバーは乙一・北山猛邦・佐藤友哉・滝本竜彦・西尾維新・太田克史（編集）・東浩紀（評論）。
課題は「上京」をテーマにした400字詰め原稿用紙30枚程度の共作小説と、一人10枚見当計50枚のノンテーマ・リレー小説。課題は集合場所の羽田空港にて告げられ、脱稿後のゲラ作業での大幅な加筆は一切認めない。
【作品】 すべてVol.4に収録。
- 『子供は遠くに行った』 乙一
- 『こころの最後の距離』 北山猛邦
- 『地獄の島の女王』 佐藤友哉
- 『新世紀レッド手ぬぐいマフラー』 滝本竜彦
- 『携帯リスナー』 西尾維新
- 『誰にも続かない』 乙一・北山猛邦・佐藤友哉・滝本竜彦・西尾維新

## 刊行巻

### 国内版
- Vol.1（2003年10月、ISBN 4-06-179553-8）
- Vol.2（2004年3月、ISBN 4-06-179554-6）
- Vol.3（2004年7月、ISBN 4-06-179430-2）
- Vol.4（2004年11月、ISBN 4-06-179446-9）
- Vol.5（2005年5月、ISBN 4-06-179572-4）
- Vol.6 SIDE-A（2005年11月、ISBN 4-06-179586-4）
- Vol.6 SIDE-B（2005年12月、ISBN 4-06-179587-2）
- 別冊ファウスト『コミックファウスト』（2006年6月24日、ISBN 4-06-378808-3）
- Vol.7（2008年8月、ISBN 978-4-06-378821-1）
- Vol.8（2011年9月、ISBN 978-4-06-379392-5）

### 台湾版（『浮文誌』）
尖端出版より刊行。2006年2月創刊。キャッチコピーは「中日混血文藝新浪潮 全台第一本輕文學MOOK」。Vol.1からVol.4 SIDE-Aまで全5巻が刊行された。2007年8月刊行のVol.4 SIDE-A以降、刊行が途絶えている。
内容は、基本的に日本の対応する号の翻訳で、いくつかオリジナルのコラムも掲載されているが、オリジナルの小説・漫画等の掲載はなかった。尖端出版社長の黄鎮隆は、台湾版ファウスト創刊前のインタビュー（日本版Vol.6A）で台湾出身のオリジナルの小説家を育てたいという強い意志を見せており、編集長の張君嫣も編集後記で、台湾作家の創作の場を作ることが浮文誌創刊の目的だったと書いている。そして実際にVol.4Bからは第1回浮文誌新人賞（台湾版ファウスト賞）佳作作品の掲載が始まる予定だったが、Vol.4Bは予告のみで実際には刊行されず、台湾版ファウストに台湾のオリジナル小説が掲載されることはなかった。
Vol.1から、台湾版のファウスト賞である浮文誌新人賞を募集しており、全2回の募集で佳作を含め計7人の受賞者を出した。詳しくはページ下の浮文誌新人賞参照。
台湾版創刊の前には、太田克史による尖端出版社長の黄鎮隆、編集長の張君嫣、編集委員の蔡雯婷へのインタビューが行われ、日本版Vol.6Aに掲載された。台湾版ファウスト編集部による東浩紀・清涼院流水・佐藤友哉・西尾維新へのインタビューもあり、日本版Vol.6Aおよび台湾版Vol.3Bに収録されている。また、創刊の際に台湾で行われたイベントには太田克史と乙一が参加しており、その様子は台湾版Vol.2に収録されている。
ファウスト関連作家の作品は、台湾版ファウストにちなんで新たに立ち上げられたライトノベルレーベル「浮文字」（一部は文学レーベル「嬉文化」）から刊行されている。
- Faust 浮文誌MOOK Vol.1（2006年2月7日、ISBN 9789571031576）
  - 在我頭上鑽個洞 The Drill Hole In My Brain
  - 紅色的莫斯科騾子
  - 新本格魔法少女莉絲佳（副題なし）
- Faust 浮文誌MOOK Vol.2（2006年6月22日、ISBN 9789571032788）
  - F先生的口袋
  - ECCO
  - 黑色的寶礦力水得
  - 新本格魔法少女莉絲佳 有影子的地方就有光。
- Faust 浮文誌MOOK Vol.3 SIDE-A（2006年8月10日、ISBN 9789571033532）
  - DDD J the E.
  - 彩色的檸檬健怡可樂（濃縮版）
  - ECCO
- Faust 浮文誌MOOK Vol.3 SIDE-B（2006年11月21日、ISBN 9789571033792）
  - 新本格魔法少女莉絲佳 敵人的敵人是天敵!
  - 殺人鬼零崎軋識
  - 駒月萬紀子
  - 在Southberry樹下
- Faust 浮文誌MOOK Vol.4 SIDE-A（2007年8月9日、ISBN 9789571036564）
  - 遠去的孩子
  - 心靈最後的距離
  - 地獄島的女王
  - 新世紀紅色手巾
  - 手機聽衆
  - 對誰來說都不連續
- Faust 浮文誌MOOK Vol.4 SIDE-B（2007年冬発売予定とされたが、未刊行）
  - Vol.4 SIDE-A巻末で予告されていた内容
    - 廢棄的鐵道線
    - 把你和美國裝進口袋
    - 深夜鑿井
    - ECCO
    - 新本格魔法少女莉絲佳
    - 紅花樓之謎（李柏青） - 第1回浮文誌新人賞佳作

### 韓国版
鶴山文化社より刊行。2006年4月創刊。キャッチコピーは「若い感性のイラストーリー小説ムック」。Vol.1からVol.6 SIDE-Bまで刊行された。
内容は、基本的に日本の対応する号の翻訳だが、台湾版とは異なり創刊号から積極的にオリジナルの小説やカラーイラストーリーを掲載している。そのうち、韓国版Vol.1の巻頭を飾ったカラーイラストーリー「陽光コンサート」（パク・ソンウ）は2ヶ月後に刊行の『コミックファウスト』に逆輸入され掲載された。Vol.3のミステリー特集やVol.4のホラー特集など、オリジナルの特集もある。
創刊号にはオリジナルコンテンツとして、「創刊特集座談会 〈ファウスト〉が夢見る新しい文化コミュニケーション」があり、西尾維新、滝本竜彦、太田克史、日本版および韓国版でコラムを書いている宣政佑（ソン・ジョンウ）、韓国版編集長のチェ・ユソン（최유성）の5人が参加している。ほかに日本に直接関係のあるオリジナルコンテンツとしては、ソウルで行われた韓国版ファウスト編集部による奈須きのこインタビュー (Vol.2) や、滝本竜彦の韓国訪問エッセイ「타키모토 타츠히코의 <서울의 추억> -불고기가 아주 맛있었습니다-」（Vol.2、直訳：「滝本竜彦の〈ソウルの追憶〉 〜プルコギがとっても美味しかった〜」）がある。また、Vol.6Aには、翌月に刊行のオノ・ナツメ『Danza』韓国語版から、短編漫画「湖の記憶」が先行掲載されている。
オリジナル小説を執筆しているのは、幻想作家のカン・ビョンユン、覆面SF作家のデュナや、映画「コックリさん」の原作者として知られているホラー作家のイ・ジョンホらである。また、推理作家のハン・ドンジン、ホラー作家のキム・ミリは韓国版ファウストでデビューした。
オリジナルのカラーイラストーリーは、日本の漫画雑誌でも連載を持つパク・ソンウや、ソク・ジョンヒョン（석정현）、オロ（오로）、ユン・ジェホ（윤재호）、パク・ヒョンドン（박형동）、Tiv、イ・ヨンユ（이영유）、BARYの作品が掲載されている。
Vol.1から、韓国版ファウスト賞を募集しており、現在までに受賞者を1人だけ出している。詳しくはページ下の韓国版ファウスト賞参照。
ファウスト関連作家の作品は、鶴山文化社のレーベル「ファウストノベルズ」から順次刊行されている。
- 파우스트Vol.1（2006年4月25日、ISBN 895298241X）
  - ドリルホール・イン・マイ・ブレイン
  - 赤色のモスコミュール
  - 「있거나 혹은 없어도」강병융（「あってもなくても」カン ビョンユン）
  - 新本格魔法少女りすか やさしい魔法はつかえない。
  - ロスタイム
- 파우스트Vol.2（2006年8月25日、ISBN 8952988248）
  - DDD
  - ECCO
  - 「천국의 왕」듀나（「天国の王」デュナ） - SF短編。
  - F先生のポケット
  - 黒色のポカリスエット
  - 新本格魔法少女りすか
- 파우스트Vol.3（2007年1月25日、ISBN 8952992148）
  - 第1特集 最新！ 斬新！ 西尾維新！
    - 新本格魔法少女りすか
    - 零崎軋識の人間ノック

  - 第2特集 韓国作家の力！
    - 新連載1「그녀 집으로 오세요」이종호（「彼女のうちにおいで」イ ジョンホ） - ホラー小説。
    - 新連載2「킬킬킬」강병융（「キルキルキル」カン ビョンユン） - 幻想小説。

  - 第3特集 ミステリーを語る！
    - 特別座談会 ミステリーを語る！
    - 新人発掘、ミステリー！「경성탐정록」한동진（「京城探偵録」ハン ドンジン） - 推理小説。

  - その他収録小説
    - 虹色のダイエットコカコーラ（短縮版）
    - ECCO
    - ワールドミーツワールド
    - 駒月万紀子
    - 第1回（韓国）ファウスト賞優秀賞「호질」이선웅（「虎叱」イ ソヌン） - ホラー推理短編。
- 파우스트Vol.4（2007年6月20日、ISBN 9788952992154）
  - 第1特集 文芸合宿！ Live at FAUST！
    - 子供は遠くに行った
    - こころの最後の距離
    - 地獄の島の女王
    - 新世紀レッド手ぬぐいマフラー
    - 携帯リスナー
    - 誰にも続かない

  - 第2特集 ホラー小説 ルネッサンス！
    - 連載「그녀 집으로 오세요」이종호（「彼女のうちにおいで」イ ジョンホ）
    - 「사자들」김종일（「死者たち」キム ジョンイル）
    - 「택시」권정은（「タクシー」クォン ジョンウン）
    - 「순결한 칼」장은호（「純潔の刀」チャン ウノ）
    - 「징후」김미리（「兆し」キム ミリ）

  - 第3特集 ミステリーのフロントライン
    - 廃線上のアリア
    - 夜中に井戸がやってくる。

  - その他収録小説
    - 「미래 관리부」듀나（「未来管理部」デュナ） - SF短編。
    - 連載「킬킬킬」강병융（「キルキルキル」カン ビョンユン） - 幻想小説。
    - 新本格魔法少女りすか
    - ECCO
- 파우스트Vol.5（2008年4月25日、ISBN 9788952992161）
  - 第1特集 集中特集、上遠野浩平！
    - アウトランドスの戀
    - ポルシェ式ヤークト・ティーガー

  - 第2特集 〈ひぐらしのなく頃に〉竜騎士07スペシャル！
  - その他収録小説
    - 新本格魔法少女りすか
    - 「경성탐정록」한동진（「京城探偵録」ハン ドンジン） - 推理小説。
    - 「화염소녀」김미리（「火焔少女」キム ミリ） - 幻想ホラー小説。
    - わたしのひょろひょろお兄ちゃん
    - 対ロボット戦争の前夜
    - ナオミに捧ぐ 愛も汚辱のうちに
    - 「첫출근」장은호（「初出勤」チャン ウノ） - SFホラー小説。
    - ポケットに君とアメリカをつめて
    - あなたとここにいるということ
- 파우스트Vol.6 SIDE-A（2009年7月30日、ISBN 9788952992178）
- 파우스트Vol.6 SIDE-B（2009年8月15日、ISBN 9788952992185）

### アメリカ版
アメリカの出版グループランダムハウスのレーベルDel Reyより刊行。2008年8月創刊。キャッチコピーは「FICTION AND MANGA FROM THE CUTTING EDGE OF JAPANESE POP CULTURE」。既刊2号。創刊以前から2号までの刊行は確定していたが、2号に次号予告はなく、続刊の予定は不明である。
日本版の巻数と基本的に対応していた台湾版・韓国版とは異なり、アメリカ版はコミックファウストも含めたファウストの様々な号から選んだ作品が掲載されている。また、ファウスト以外にも『パンドラ』や講談社ノベルス、ファウストの原型となった同人誌『タンデムローターの方法論』などから作品が翻訳・掲載されている。アメリカのオリジナル作品は掲載されていない。
オリジナルコンテンツとしては、アメリカ版出版を前にして行われた乙一、佐藤友哉、滝本竜彦、西尾維新、太田克史の座談会 (Vol.2) などがある。
編集長の太田はアメリカでの出版に関して、「認めたくはないが、ファウストがアメリカで刊行できるのは高河ゆんさんや小畑健さんが挿絵を描いているからだといって差し支えなく、これが日本の小説をアメリカで刊行するための唯一の方法だと理解している」という意味の発言をしている（アメリカ版ファウストVol.2収録の対談）。そのことば通り、アメリカ版ファウストでは既にアニメや漫画である程度知名度のある人の名が前面に押し出されている。表紙を飾っている名前は、Vol.1では順に「CLAMP、小畑健、ウエダハジメ、西尾維新、高河ゆん、竹、上遠野浩平」、Vol.2では順に「小畑健、ウエダハジメ、西尾維新、乙一、大友克洋、竹、上遠野浩平、寺田克也」である。
- FAUST 1（2008年8月19日、ISBN 034550206X）
  - 目次及び初出
  - Introduction
    - WELCOM TO FAUST! 太田克史（アメリカ版オリジナル）

  - Fiction and essays
    - 西尾維新「xxxHOLiC アナザーホリック ランドルト環エアロゾル 第1話 アウターホリック」（コミックファウスト）
    - 上遠野浩平「アウトランドスの戀」(Vol.5)
    - 舞城王太郎「ドリルホール・イン・マイ・ブレイン」(Vol.1)
    - 乙一「F先生のポケット」(Vol.2)
    - 奈須きのこ「空の境界 1 俯瞰風景」（web掲載後、同人誌および講談社ノベルス『空の境界（上）』等）
    - 渡辺浩弐「Hな人人」（Vol.2、第03話「進化する世界」）
    - 清涼院流水「ヤバ井でSHOW」（Vol.1、BATTLE 01のみ）
    - 佐藤友哉「佐藤友哉の人生・相談」(Vol.1)
    - 滝本竜彦「滝本竜彦のぐるぐる人生相談」(Vol.1)
    - 森川嘉一郎「オタク20周年に寄せて」(Vol.1)

  - Bonus features
    - 「劇場版空の境界アルティメットインタビュー」奈須きのこ、武内崇（パンドラVol.1 SIDE-A、日本版にはない追加部分あり）
    - 「From Japan to the World, From the World to Japan」椎名ゆかり（アメリカ版オリジナル）

  - Manga and Illusrated stories 背表紙側から順に
    - 竹「月草」(Vol.3) - カラー
    - VOFAN「日光舞踏会」(Vol.6 SIDE-A) - カラー
    - やまさきもへじ「紅葉狩」(Vol.2) - カラー
    - 高河ゆん、西尾維新「放課後、7時間目。」（コミックファウスト）
- FAUST 2（2009年6月23日、ISBN 0345503570）
  - 目次及び初出
  - Introduction
    - WELCOM TO FAUST! 太田克史（アメリカ版オリジナル。Vol.1と同一）

  - Fiction and essays
    - 西尾維新「新本格魔法少女りすか やさしい魔法はつかえない。」(Vol.1)
    - 上遠野浩平「ポルシェ式ヤークト・ティーガー」(Vol.5)
    - 乙一「窓に吹く風」(Vol.6 SIDE-A)
    - 佐藤友哉「灰色のダイエットコカコーラ」（同人誌『タンデムローターの方法論』）
    - 滝本竜彦「ECCO」(Vol.2)
    - 渡辺浩弐「Hな人人」（Vol.3、第05話「都合のいい女」）
    - 清涼院流水「ヤバ井でSHOW」（Vol.2、BATTLE 05のみ）
    - 佐藤友哉「佐藤友哉の人生・相談」(Vol.2)
    - 滝本竜彦「滝本竜彦のぐるぐる人生相談」(Vol.2)
    - 森川嘉一郎「オタクvs.オタク・ビジネス」(Vol.2)

  - Bonus features
    - 「Talk Session: On the Occasion of the Publication of the U.S. Edition of Faust」乙一、佐藤友哉、滝本竜彦、西尾維新、太田克史の対談（アメリカ版オリジナル。2008年5月、KOBOCAFEで収録されたもの）
    - 「Lost in Translation!? Torn between Japanese and English」椎名ゆかり、Andrew Cunningham（アメリカ版オリジナル）

  - Manga and Illusrated stories 背表紙側から順に
    - x6suke「蝶の夢」(Vol.5) - モノクロ
    - 片山若子「彼女の透明なおへそ」(Vol.6 SIDE-A) - モノクロ
    - VOFAN「陰影舞踏曲」(Vol.6 SIDE-B) - モノクロ
    - 大友克洋、寺田克也「親父衆」（パンドラVol.1 SIDE-B）
    - ウエダハジメ「鉄人形部隊」（コミックファウスト）

## ファウスト賞
ファウスト賞は、国内でのファウスト創刊と同時に誌上で募集が開始された小説賞。短編小説を募集している。ファウストの海外展開に従って台湾・韓国でも実施された。国内では、2006年3月31日締切の第5次ファウスト賞の結果が発表されておらず、第6次まで募集はなされたものの、結果は不明のままである。台湾の浮文誌新人賞は、2007年夏に台湾版ファウストの刊行が中断したため募集が途絶えていたが、2009年10月、「浮文字新人賞」と名称が変更され、長編のライトノベルおよびBL小説を募集する賞として生まれ変わった。韓国では継続して募集中だが、2009年7月発売のVol.6Aで、長編作品の募集をメインにすることが発表された。

### 国内
ファウスト賞は、応募資格を1980年生まれ以降に限定した公募新人文学賞である。400字詰め原稿用紙80枚以上120枚以内の小説を募集する。優秀作品はファウストに掲載され、作者には規定の原稿料が支払われる（賞金はない）。全体の講評は本誌に、全作品へのコメントは講評があったのと同じ号のファウスト特設ページ（講談社のWebサイト内）に掲載される。第4次まで受賞者は出ていない。また、第5次の講評・コメントは出されていない。Vol.7では「「ファウストJr.」（第六次ファウスト賞）」として募集され、優秀作品は『ファウストJr.』に掲載するとされた。『ファウストJr.』は2008年末から翌年初めに開始予定の新企画とされていたが、ファウスト本誌自体の刊行が延期されており、企画の詳細は明らかになっていない。
- 第1次 2003年11月15日締切（Vol.2に講評、応募数173）
- 第2次 2004年10月15日締切（Vol.5に講評、応募数166）
- 第3次 2005年2月15日締切（Vol.6 SIDE-Bに講評、応募数98）
- 第4次 2005年9月30日締切（Vol.6 SIDE-Bに講評、応募数122）
- 第5次 2006年3月31日締切（2008年8月末頃を目処に講談社BOXのサイトで発表するとされていたが[17]、2009年11月現在まで発表はされていない）
- 「ファウストJr.」第6次ファウスト賞 2008年10月31日締切

### 台湾
台湾版のファウスト賞である浮文誌新人賞（浮文誌新人獎）は応募を1970年生まれ以降に限定した文学賞。主催は尖端出版で、15000から30000字の未発表小説を募集していた。大賞（1名）には賞金10万元（約30万円）と楯、優秀賞（1名）には6万元と楯、佳作（2名）には2万元と楯が与えられ、また尖端出版の契約作家になるチャンスがあるとされた。
第1回では4作品が受賞作として選ばれたものの、すべて佳作とされた。第2回では規定通り、大賞1作品・優秀賞1作品・佳作2作品が選ばれた。第1回の受賞作はVol.4Bから掲載と予告されていたが、台湾版ファウストの刊行がVol.4Aまでで中断してしまったため、作品が公開されることはなかった。第2回の受賞作は4作品とも尖端出版のWebサイトで公開された。
第2回の最終選考は台湾の作家既晴、九把刀、朱学恒と、尖端出版のライトノベル担当の編集主任・陳君平が行った。第1回も同じように著名作家に最終選考を依頼する予定だったが、編集部で作品の水準が大賞・優秀賞にまで達していないと判断し、著名作家への依頼は取りやめた。浮文誌新人賞は、ライトノベルの賞であるとするなら、2008年募集開始の台湾角川ライトノベル大賞に先駆ける台湾で最初のライトノベルの賞だということになる。
受賞作
- 第1回 2006年6月30日締切、2007年2月2日授賞式、応募数104
  - すべて佳作 「神州王」沙承垚、「RE：」李承霖、「紅花樓之謎」李柏青、「怪力十七」黃洋達
- 第2回 2007年4月30日締切、2008年8月13日授賞式、応募数163
  - 大賞「烏栖曲」無患子（彭千華）、優秀賞「空手而歸的賊」李柏青、佳作「惡夢」小山羊（王君儀）、佳作「寂寞的預感」湖南蟲（李振豪）

受賞者のうち、李柏青と小山羊は後に他社から単行本デビューした。また、第1回2次選考通過作「吾乃雜種」（寵物先生）、第2回応募作「淚水狂魔」（林斯諺）、ファウスト賞応募のため執筆された推理作家冷言の「請勿挖掘」は後に台湾の出版社・明日工作室から刊行された。また、既に推理作家としてデビューしていた烏奴奴（zh）は「逆向」で第1回の2次選考を通過している。
第3回以降
第2回までで募集が途絶えていた浮文誌新人賞だったが、2009年10月、尖端出版のライトノベルレーベル「浮文字」の名を冠した「浮文字新人賞」として新規に募集が開始された。

### 韓国
韓国版ファウスト賞（파우스트 소설상、Pauseuteu小説賞）は、「20歳の若い感性が生きている小説」を募集するとしているが、年齢制限自体は設けていない。
第1回-第4回
200字詰め原稿用紙200枚以内の未発表短編を募集し、大賞1編を選ぶ。賞金は300万ウォン（約22万円）。第4回までに大賞は出なかったが、第1回の優秀賞にイ・ソヌンのホラー推理短編「虎叱」（이선웅「호질」）が選ばれ、Vol.3に掲載された。選考は韓国版ファウスト編集長が1人で行っているが、講評座談会には第3回以降、鶴山文化社のライトノベルレーベル「エクストリームノベル」の編集者も参加している。
第5回以降
原稿用紙1000枚前後の長編または原稿用紙400枚前後の短編を募集する。賞金は大賞1作品が1000万ウォン（約77万円）、優秀賞2作品が各500万ウォン。ただし、大賞の対象になるのは長編のみである。締切及び発表の期日は定められているが、よい作品があれば期日前に随時発表する。
刊行ペースが遅くなり短編掲載の機会を保証できなくなったことから、単行本として刊行可能な長編の募集がメインに据えられた。また、不定期な刊行により応募者に不正確なスケジュールを強いてしまったとして、第5回以降は結果発表の日程を明確に定めている。
- 第1回 2006年8月31日締切（Vol.3に講評、応募数107）
  - 大賞なし、優秀賞：「호질」이선웅（「虎叱」イ・ソヌン）
- 第2回 2006年12月31日締切（応募数8）
  - Vol.4で講評予定だったが、応募作が8編と少なかったため、第3回と合わせて講評されることになった。
- 第3回 2007年6月30日締切（Vol.5に講評座談会、応募数は第2回と合わせて42）
  - 受賞作なし
  - ファウストの刊行の遅れにより当初の締切とは関係なく、2007年10月31日までに編集部に到着した作品が講評の対象になった。
- 第4回 随時募集、締切なし（Vol.6Aに講評座談会、応募数20）
  - 受賞作なし
- 第5回 2009年12月31日締切 （結果は2010年3月までに随時個別に通知。全体の結果と講評はWebサイトおよび2010年3月以降に刊行されるファウストに掲載）

## ファウスト系
『ファウスト』が「セカイ系とミステリと現代ファンタジーを融和させた作品」を多く載せていたことから、このような性格の小説をファウスト系と呼ぶことがある。青春の心の停滞を怪奇等の日常から逸脱した出来事と共に書くことにより、自分の存在意義や心の在り方などといった自分探しを拡大させ自己の内面と世界を繋げる、といった構造が特徴となっている。代表的な作家としては、創刊当時から参加していた西尾維新、舞城王太郎、佐藤友哉などが挙げられる。
「セカイ系」というインターネットミームは、『ファウスト』誌上の批評・評論では頻繁に扱われていたが、ギャルゲーやアダルトゲーム特有の非現実的な美少女趣味を指す隠語としても使われていたため、そのまま掲載作品へ適用することは避けられていた。
また、『ファウスト』Vol.3では「伝奇作品の流れがここに来て、新たな文学のステージに到達した」という意味で奈須きのこ、原田宇陀児、元長柾木の作品を「新伝綺」と謳っている。その後、Vol.6では再登場した奈須きのこの作品や竜騎士07、錦メガネの作品が新伝綺とされた。このようなジャンル名は『ファウスト』特有のもので、他社の作品で謳われることは稀である。
なお、『ファウスト』での「新伝綺」作品は、90年代からゼロ年代にかけて活躍したビジュアルノベルのシナリオライター執筆作品に限定され、Vol.6以降は奈須きのこ作品専用の惹句として使われていた。そのためか、toi8とゆずはらとしゆきのイラストーリー『空想東京百景』が単行本へ収録された際には「伝綺」と記されていた。

## アンチ「ファウスト」の動き
2000年代に人気を獲得した『ファウスト』だが、編集長の太田はライトノベル界隈から同誌を立ち上げた直接的な影響として、上遠野浩平のみを挙げ、1990年代のライトノベル業界を牽引していた水野良、神坂一、あかほりさとるなどの作品群とは一切関係がない事を明言していた。また、アダルトゲーム系のビジュアルノベルから人材登用していながら、同ジャンルのもう一つの側面である「萌え」系のイラストレーターや作家に対しても冷淡、軽蔑的であった。
この背景には、1980年代後半から角川書店などで展開された「見えない文化大革命」が成功した結果、当時のライトノベルというジャンルに一種の「反知性主義」が蔓延したことから、大塚英志がそれに対するカウンター概念を太田に提示し、太田が応える形で『ファウスト』が創刊された、という経緯があった。
しかし、このような不寛容で選民的な態度は、既存のライトノベル読者や業界関係者を中心に強い反発を招いた。特に『電波男』で知られるライトノベル作家の本田透、後にBOX-AiRを編集担当するフリー編集者の堀田純司、二次元ドリームノベルズ編集長の岡田英建（ウガニク）など、当時の「萌え」「非モテ」ブームを背景に台頭した出版業界人がアンチ「ファウスト」を標榜し、講談社内でもスターチャイルド系の編集者が「非モテ」系サブカルチャー情報誌『メカビ』を刊行するなど、『ファウスト』に対抗する企画が生まれたが、アンチ「ファウスト」の作家が主力を担うレーベルが『ファウスト』系作家の出入禁止を通達し、同系統の新人作家獲得を見送るなどの弊害も生じた。
そのため、星海社が独立し、『ファウスト』の影響下で創刊された小学館のガガガ文庫がサブカルチャー路線から方向転換し、早川書房の『次世代型作家のリアル・フィクション』なども含めた一連のムーブメントも終息した2010年代以降、元『ファウスト』系作家の活動は極めて限定的なものとなり、同系統の新人作家も「黒歴史」として作風を変えていくこととなった。ライトノベル界隈は本来の「反知性主義」へ回帰しており、再革命に失敗した『ファウスト』はデジタルタトゥー化した、とも言える。